# 1373 en santé et médecine
| Années de la santé et de la médecine : 1370 - 1371 - 1372 - 1373 - 1374 - 1375 - 1376    |
| Décennies de la santé et de la médecine : 1340 - 1350 - 1360 - 1370 - 1380 - 1390 - 1400 |

Cet article présente les faits marquants de l'année 1373 en santé et médecine.

## Événements
- 10 février : par la bulle Ex certis causa, le pape Grégoire XI ouvre une enquête sur la situation des commanderies hospitalières d'Aquitaine et de Provence[1].
- 20 août : à Aurillac, en Auvergne, une bulle du pape Grégoire XI réunit l'hôpital Saint-Jean-du-Buis à celui de la Trinité[2].
- Fondation de la guilde des épiciers de Londres (Company of Grocers (en)), où les apothicaires resteront inclus jusqu'à la création, en 1617, de la Society of Apothecaries (en)[3].
- Fondation à Montauban, dans le Languedoc, de l'hôpital Saint-Jacques, dit « hôpital Lautier », devenu hôpital général en 1676 par fusion avec les hôpitaux de Paria et de Montauriol[4].
- Fondation d'un hospice à Hermance, aujourd'hui dans le canton de Genève[5].
- Ibn Khaldoun décrit pour la première fois la trypanosomiase humaine ou maladie du sommeil, dont meurt Mari Diata II, empereur du Mali[6].